# Pazius cinctipes
Pazius cinctipes är en näbbsländeart som beskrevs av George W. Byers och Florez 1995. Pazius cinctipes ingår i släktet Pazius och familjen styltsländor. Inga underarter finns listade i Catalogue of Life.